# Woiwodschaft Nowy Sącz
Die Woiwodschaft Nowy Sącz (Neu-Sandez) war in den Jahren 1975 bis 1998 eine polnische Verwaltungseinheit, die im Zuge einer Verwaltungsreform in der heutigen Woiwodschaft Kleinpolen aufging. Die Hauptstadt war Nowy Sącz (Neu-Sandez).
Bedeutende Städte waren (Einwohnerzahlen von 1995):
- Nowy Sącz (82.100)
- Nowy Targ (34.000)
- Gorlice (30.200)
- Zakopane (30.000)
- Limanowa (15.000)